# Tony Moore (desenhista)
Michael Anthony Moore, conhecido como Tony Moore (Lexington, 20 de dezembro de 1978), é um quadrinista norte-americano, cocriador da série de quadrinhos The Walking Dead (ao lado de Robert Kirkman). Moore foi indicado duas vezes para o Eisner Awards (em 2004 e 2005).) Também Ganhou o Troféu HQ Mix de 2007 na categoria "Publicação de terror", pela edição brasileira de The Walking Dead.
Em 9 de fevereiro de 2012, Moore processou Robert Kirkman pelos direitos autorais da versão televisiva de The Walking Dead. No mesmo ano, foi a vez de Kirkman processar Moore. Os dois fizeram um acordo judicial em 24 de setembro do mesmo ano.